# 4. Maj 1946
4. Maj 1946 er en dansk dokumentarisk optagelse fra 1946 med manuskript af Tom Kristensen.

## Handling
Ebbe Rode fremfører prolog af Tom Kristensen, beregnet til visning den 4. maj 1946. Filmen er fremstillet af Komiteen for 4. Maj-Dagen til fordel for Frihedsfonden.